# 韦玉玺
韦玉玺，中华人民共和国政治人物。
担任锦西化工厂青年车工，当选全国劳模。1954年，当选第一届全国人民代表大会代表。